# Harry Potter și Talismanele Morții. Partea 1
Harry Potter și Talismanele Morții. Partea I este un film bazat pe ultimul volum din cunoscuta serie Harry Potter scrisă de autoarea J.K. Rowling. Filmul este împărțit în două părți, deoarece s-a considerat că un singur film de aproximativ două ore nu poate să acopere toată acțiunea din carte. Prima parte a fost lansată pe 16 noiembrie 2010, iar cea de-a doua parte a fost lansată pe 15 iulie 2011. Filmele sunt regizate de David Yates, care a regizat și cele două filme anterioare.

## Subiectul
Harry Potter and the Deathly Hallows / Harry Potter și Talismanele Morții, cea de-a șaptea și ultima din seria aventurilor lui Harry Potter, este realizată în două părți. În partea întâi, Harry (Daniel Radcliffe), Ron (Rupert Grint) și Hermione (Emma Watson) pornesc într-o misiune extrem de periculoasă: aceea de a găsi și a distruge Horcruxurile, cheia imortalității Lordului Cap-de-Mort. Singuri, lipsiți de îndrumarea și protecția profesorilor lor, cei trei prieteni trebuie să se bazeze doar pe propriile lor puteri. Forțele Întunericului îi pândesc la fiecare pas.
Lumea Vrăjitorilor a devenit un loc nesigur și periculos pentru toți inamicii Lordului Cap-de-Mort. Lupta cea temută a început - Devoratorii Morții preiau controlul Ministerului Magiei și a școlii Hogwarts, terorizând și arestând pe toți cei care li se opun. Însă scopul lor principal este acela de a-l găsi pe Harry Potter și de a i-l aduce, viu și nevătămat, Lordului Cap-de-Mort.
Singura șansă de supraviețuire a lui Harry este de a găsi Horcruxurile. Căutând indicii, Harry descoperă o legendă străveche - aceea a Talismanelor Morții - care, dacă se dovedește a fi adevărată, Lordul Întunericului ar putea dobândi puterea absolută la care râvnește.
Însă destinul lui Harry fusese deja hotărât în trecut, în acea zi fatidică în care devenise “Băiatul care a supraviețuit.” Acum, Harry este mai aproape ca oricând de momentul pentru care se pregătise din prima zi a intrării sale la Hogwarts: bătălia finală cu Lordul Cap-de-Mort.
Warner Bros. Pictures prezintă Harry Potter and the Deathly Hallows - Part 1 / Harry Potter și Talismanele Morții - Partea 1-a, o producție Heyday Films, în regia lui David Yates. Scenariul este realizat de Steve Kloves, după romanul lui J.K. Rowling. Producătorii filmului sunt David Heyman, David Barron și J.K. Rowling, iar producător executiv Lionel Wigram. Imaginea este semnată de Eduardo Serra, scenografia de Stuart Craig, iar montajul de Mark Day. Costumele sunt create de Jany Temime, iar coloana sonoră este compusă de Alexandre Desplat. Efectele speciale sunt supervizate de Tim Burke.
Din distribuție fac parte: Helena Bonham Carter, Robbie Coltrane, Ralph Fiennes, Michael Gambon, Brendan Gleeson, Richard Griffiths, John Hurt, Rhys Ifans, Jason Isaacs, Bill Nighy, Alan Rickman, Fiona Shaw, Timothy Spall, Imelda Staunton, David Thewlis, Warwick Davis, Tom Felton, Toby Jones, David Legeno, Simon McBurney, Helen McCrory, Nick Moran, Peter Mullen, David O’Hara, Clémence Poésy, Natalia Tena, Julie Walters, Mark Williams și Bonnie Wright.

## Distribuție (în ordine alfabetică)
- Alan Rickman - Profesorul Severus Snape (Plesneală)
- Bonnie Wright - Virginia Weasley (Ginny)
- Daniel Radcliffe - Harry Potter
- David Bradley - Argus Filch
- Emma Watson - Hermione Granger
- Fiona Shaw - Mătușa Petunia Dursley
- Harry Melling - Dudley Dursley
- Ian Hart - Profesorul Quirrell
- John Cleese - Sir Nicholas De Mimsy-Porpington (Nick Aproape-Făr-De-Cap)
- John Hurt - Mr. Ollivander
- Julie Walters - Dna. Weasley
- Katharine Nicholson - Pansy Parkinson
- Maggie Smith - Profesoara Minerva McGonagall
- Matthew Lewis - Neville Longbottom (Poponeață)
- Michael Gambon - Directorul Albus Dumbledore
- Richard Griffiths - Unchiul Vernon Dursley
- Robbie Coltrane - Rubeus Hagrid
- Rupert Grint - Ron Weasley
- Tom Felton - Draco Malfoy (Reacredintă)